# Carl-Göran Hagberg
Carl-Göran Hagberg, född: 20 maj 1922 i Stockholm, död 17 januari 2001 i Vänersborg, var en svensk tecknare och grafiker.
Han var  son till källarmästaren Edouard Hagberg och Cally Törnquist och från 1951 gift med Lilian Anderson. Hagberg studerade vid Slöjdföreningens skola i Göteborg 1940-1942 och vid Konstakademiens etsningsskola i Stockholm 1945-1947, samt under studieresor till England och Frankrike. Tillsammans med sin studiekamrat Sune Alehammar ställde han ut med grafik och teckningar i SDS-hallen i Malmö 1948. Han medverkade i Nationalmuseums utställning Unga tecknare och med Sveriges allmänna konstförening på Liljevalchs konsthall och i Göteborgs konsthall samt i utställningar med Dalslands konstförenings sedan 1953. Separat ställde han bland annat ut på Vänersborgs museum och Lorensbergs konstsalong i Göteborg. Bland hans offentliga utsmyckningar märks Trollhättans Folkets hus, Saabs kontor i Göteborg, Huvudnässkolan och gymnasieskolan i Vänersborg, Sparbanken i Mellerud och Dalslands sjukhus. Han tilldelades San Michele stipendiet 1960, Dalslands konstförenings konstnärsstipendium 1963 och 1985, samt Älvsborgs läns landstings kulturstipendium 1974. Hans konst består av etsningar och teckningar med varierande motiv, som porträtt, interiörer och landskap från Skåne, Halland, Öland och Frankrike. Hagberg är representerad vid Statens konstråd, Göteborgs konstmuseum, Institut Tessin i Paris, Vänersborgs museum, Lidköpings kommun, Vänersborgs kommun och Trollhättans kommun samt med en etsning vid Nationalmuseum i Stockholm.    